# Schlacht
Schlacht è il secondo album del gruppo melodic death metal svedese Avatar.

## Tracce
1. Schlacht – 2:37
2. Wildflower – 2:41
3. All Which Is Black – 2:53
4. 4 AM Breakdown – 2:28
5. As It Is – 3:53
6. All Hail The Queen – 2:26
7. When Your Darkest Hour Comes – 2:03
8. I Still Hate You – 3:18
9. One/One/One/Three – 2:50
10. Die With Me – 6:02
11. The End of Our Ride – 3:10
12. Letters From Neverend – 3:49

## Formazione
- Johannes Eckerström – voce
- Jonas Jarlsby – chitarra
- Simon Andersson – chitarra
- Henrik Sandelin – basso
- John Alfredsson – batteria

### Altri musicisti
- Björn Gelotte – assolo di chitarra in Letters From Neverend[3]

## Classifiche
| Classifica (2007) | Posizione massima |
| ----------------- | ----------------- |
| Svezia            | 27                |